# Tiết (họ)

họ Tiết viết bằng chữ Hán

Tiết là một họ của người châu Á. Họ này có mặt ở Việt Nam, Triều Tiên (Hangul: 설, Romaja quốc ngữ: Seol) và Trung Quốc (chữ Hán: 薛, Bính âm: Xue). Trong danh sách Bách gia tính họ này đứng thứ 68, về mức độ phổ biến họ này xếp thứ 76 ở Trung Quốc theo thống kê năm 2006.  

## Người Trung Quốc họ Tiết nổi tiếng
- Tiết Cử, hoàng đế của nước Tần thời Tùy mạt Đường sơ
- Tiết Nhân Quý, tên thật là Tiết Lễ, danh tướng thời nhà Đường
- Tiết Đào, nhà thơ nữ nổi tiếng thời nhà Đường
- Tiết Tắc, đại thư họa thời nhà Đường
- Tiết Nhạc, tướng dưới quyền Tưởng Giới Thạch
- Tiết Tinh Hoa, nữ nghệ sĩ ballet Trung Quốc
- Tiết Gia Yến, diễn viên Hồng Kông
- Tiết Khải Kì, ca sĩ, diễn viên Hồng Kông
- Tiết Chi Khiêm, ca sĩ Trung Quốc

## Người Triều Tiên và Hàn Quốc họ Tiết nổi tiếng
- Sullyoon (Tên thật: Seol Yoon-Ah , Hán Việt: Tuyết Duẫn Nga), thành viên nhóm nhạc NMIXX
- Seol Chong (Hán Việt: Tiết Thông), học giả thời Tân La thống nhất
- Sol Kyung-gu (Hán Việt: Tiết Cảnh Cầu), diễn viên Hàn Quốc
- Seol Ki-Hyeon (Hán Việt: Tiết Kì Huyễn), cầu thủ bóng đá Hàn Quốc

## Người Việt Nam họ Tiết nổi tiếng
- Tiết Khang